# Torchio vinario

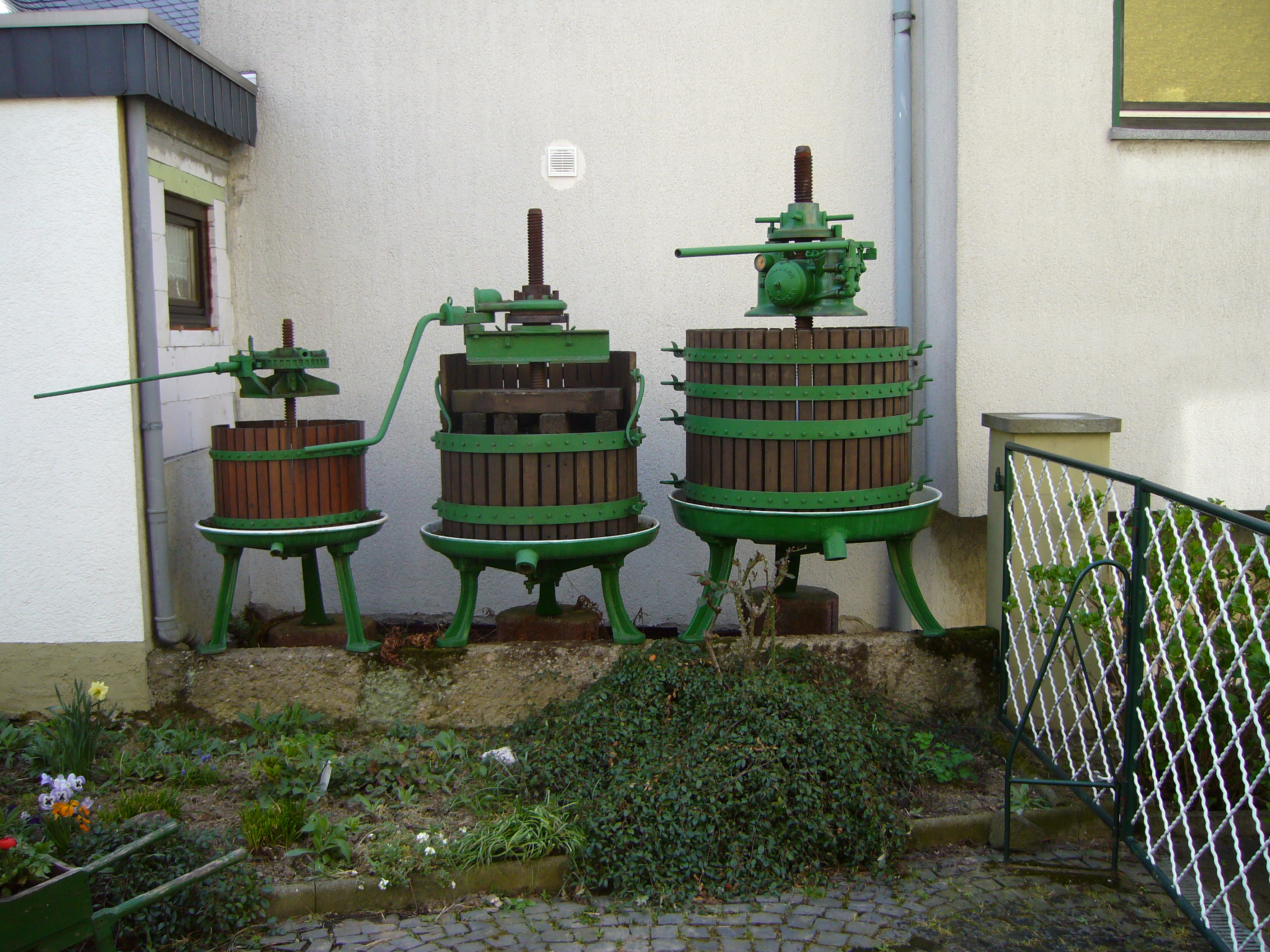
Torchi di varie dimensioni.

Il torchio vinario è una macchina fondamentale per l'enologia.
Nel tempo ne sono stati costruiti vari modelli, ma tutti con lo stesso scopo: esercitare pressione. Questo tipo di torchio serve generalmente per spremere le vinacce dopo la fermentazione alcolica, cioè al momento della svinatura nella vinificazione di uve rosse, oppure per ammostare direttamente l'uva nel caso questa sia bianca. Può considerarsi l'analogo del frantoio a livello vinicolo.

## Caratteristiche

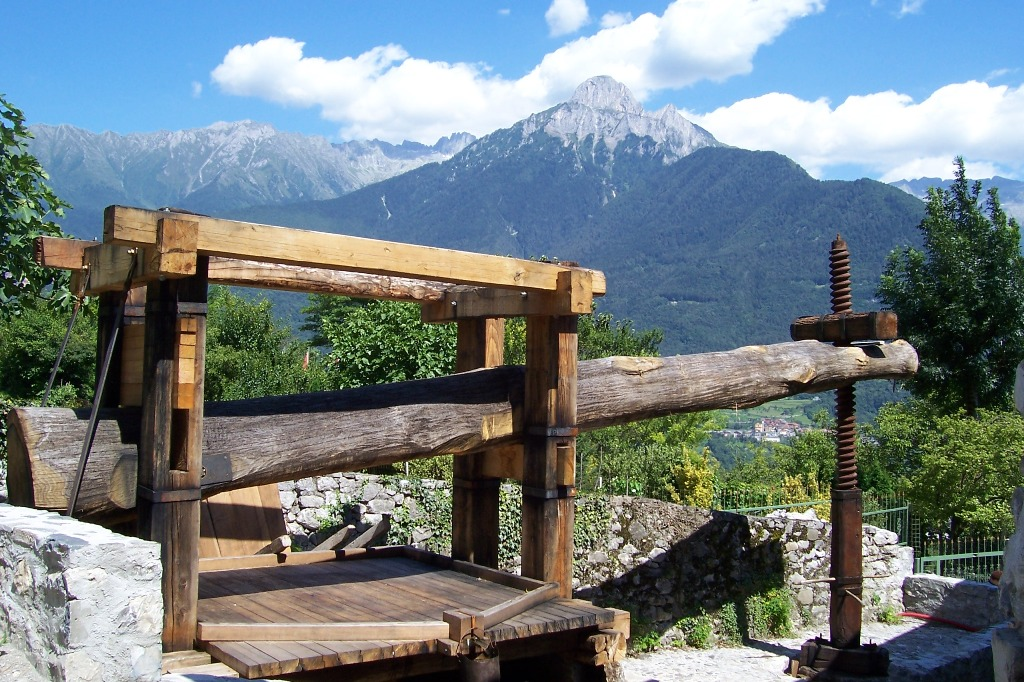
Torchio a leva orizzontale a Cerveno, Val Camonica

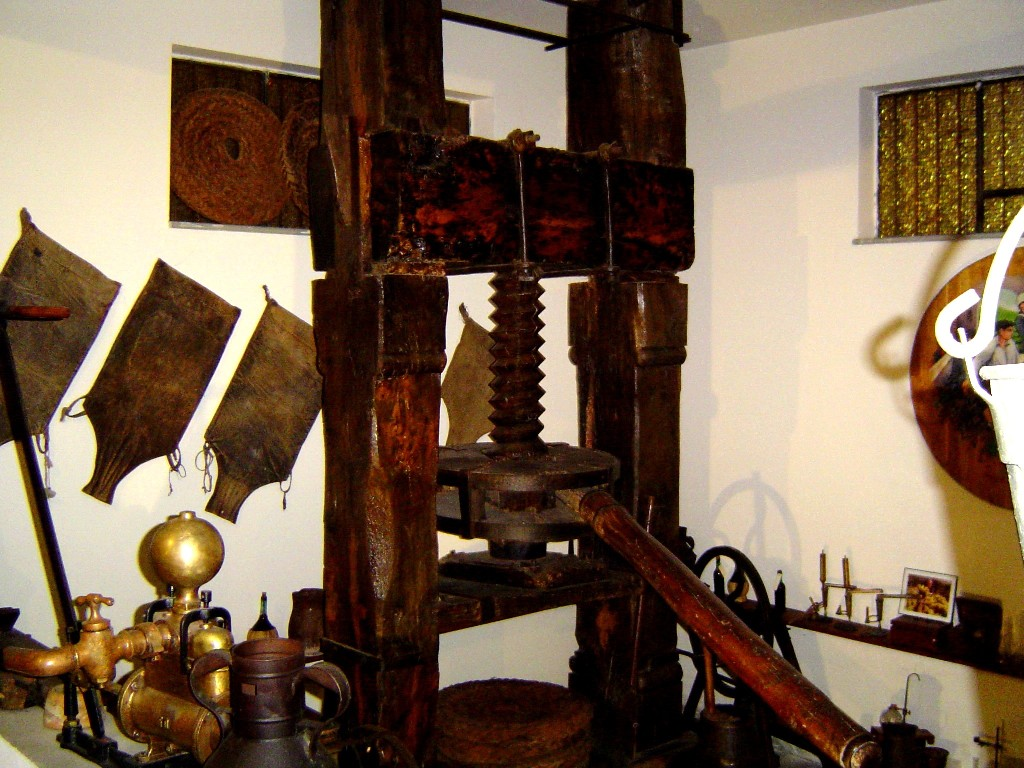

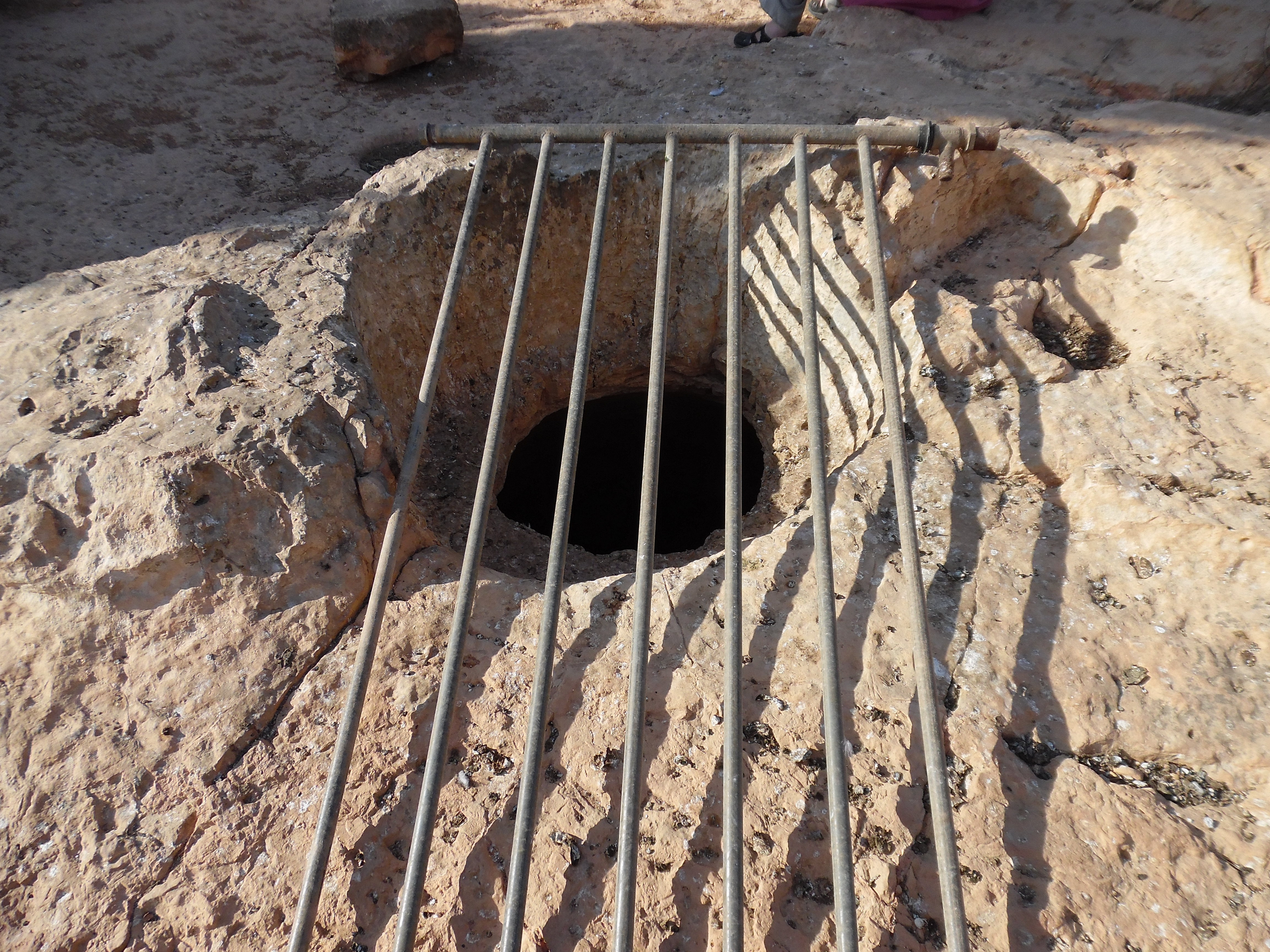
Antico torchio vinario nella fattoria 'Gvaot Olam'

### Struttura
Un torchio è costituito innanzitutto da un basamento, di adeguate dimensioni, che può essere in ghisa, legno o granito. Tale basamento presenta un foro centrale e una scannellatura circolare di diametro e profondità variabili a seconda della macchina considerata, con la funzione di incanalare il torchiato.
Al centro è alloggiata, perpendicolare alla base, una vite in ferro, più o meno lunga, saldamente ancorata al di sotto del basamento tramite un grosso dado.
Nella scannellatura circolare del basamento, concentrica ed esterna al foro centrale, trova sede la gabbia del torchio. Si tratta di una struttura cilindrica formata da doghe in legno di rovere, distanziate le une dalle altre e fissate tramite bulloni su robusti semicerchi in ferro. Questa struttura è per semplicità divisibile in due parti, unite tramite quattro o sei ganci di ferro, rispettivamente due o tre per parte.
Sulla sommità della vite centrale è presente una grossa madrevite detta "chiocciola". Essa è costituita essenzialmente da un pesante disco di ferro sulla cui circonferenza sono praticati dei fori, dove trovano alloggio uno o due saltarelli a base triangolare. Questi consentono alla chiocciola di avvitarsi o svitarsi lungo la vite centrale, mediante un movimento di vai e vieni impresso da un'asta, azionata a mano, che agisce su di essa.

### Funzionamento
L'uva o le vinacce da spremere vengono caricate nella gabbia del torchio, facendo in modo da lasciare ancora un certo margine di spazio. Fatto questo, si copre il materiale da torchiare con due robusti semicerchi in legno di rovere che una volta uniti vanno a coincidere con il diametro della gabbia stessa, lasciando un varco soltanto per la vite centrale.
Successivamente si mette una coppia di parallelepipedi in legno a base quadra, perpendicolarmente al verso con cui si è avuta cura di posare i due semicerchi. Si procede posizionando coppie successive di parallelepipedi, via via sempre più corti, facendo in modo che ogni coppia sia perpendicolare rispetto alle altre.
Una volta terminata la posa dei tavolati, si regola manualmente la chiocciola in modo da sistemarla a contatto con gli ultimi parallelepipedi posizionati, e ci si assicura che il o i saltarelli siano inseriti in modo corretto rispetto a ciò che si vuole fare ovvero volti in un senso se si vuole avvitare la chiocciola e quindi torchiare, volti nell'altro se la si vuole svitare.

A questo punto azionando in senso antiorario l'asta infissa nella madrevite, la si sposta semplicemente verso destra senza agire in alcun modo sui tavolati e facendo saltellare i saltarelli. 

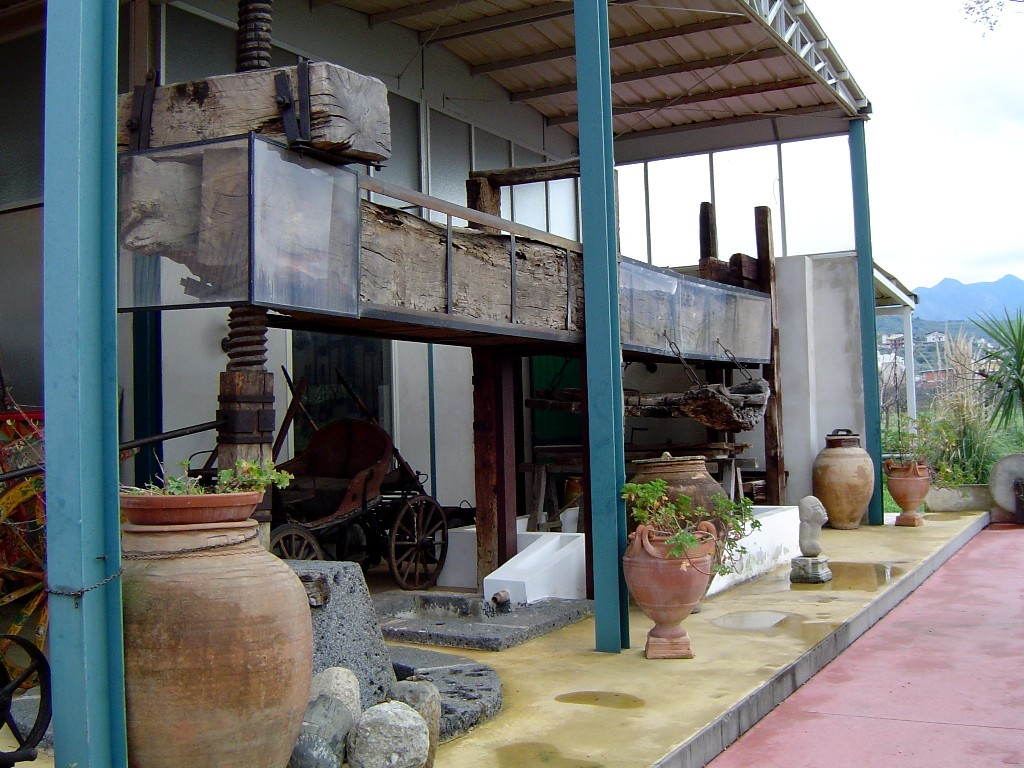

Facendo invece forza e spingendo l'asta in senso orario, la chiocciola scende lungo la vite centrale del torchio e i tavolati si abbassano spremendo le vinacce presenti nella gabbia. Così facendo il liquido cola lungo le doghe della gabbia stessa ed andrà successivamente ad incanalarsi nella scannellatura del basamento.
Da lì uscirà poi in un recipiente posto vicino al torchio, per mezzo di un foro laterale della base, avente un diametro nell'ordine di pochi centimetri e comunque proporzionato con la scannellatura del basamento stesso.
Al termine della torchiatura si smonta la gabbia del torchio, si inverte il senso dei saltarelli in modo da riuscire a svitare più agevolmente la chiocciola e si tolgono tutti i tavolati utilizzati nel processo, per consentire la rimozione del materiale residuo presente sul basamento e la pulizia del torchio in tutte le sue parti.
Generalmente, avendo un certo volume iniziale di vinacce da torchiare, al momento della pulizia del torchio si ottiene una quantità di materiale residuo pari ad 1/3 del volume iniziale.